# You're the Star
You're the Star is een nummer van de Britse zanger Rod Stewart uit 1995. Het is de eerste single van zeventiende studioalbum A Spanner in the Works.
"You're the Star" is een ballad waarin de ik-figuur bezingt hoe hij tot zijn oren verliefd is op een vrouw. Het nummer kende het meeste succes in Stewarts thuisland het Verenigd Koninkrijk, waar het een bescheiden 29e positie haalde. In Nederland had het nummer iets minder succes; daar werd de 17e positie in de Tipparade gehaald.